# Follobanen
| Eröffnungszug am 11. Dezember 2022 |                      |                                    |                                    |
| Kursbuchstrecke: | Oslo S–Ski: R 23     |                                    |                                    |
| Streckenlänge: | 22 km                |                                    |                                    |
| Spurweite: | 1435 mm (Normalspur) |                                    |                                    |
| Stromsystem: | 15 kV, 16⅔ Hz ~      |                                    |                                    |
| Zweigleisigkeit: | ja                   |                                    |                                    |
| |                      |                                    |                                    |
| \| \| \| Oslotunnel \| \| \| \| \| Oslo Sentralstasjon \| \| \| \| \| Grønland, Hovedbanen/Gjøvikbanen \| \| \| \| \| Gamlebyen, Nebengleis nach Lodalen \| \| \| \| \| Østfoldbanen nach Ski \| \| \| \| \| Blixtunnel (19 500 m) \| \| \| \| \| \| \| \| \| \| Ski \| \| \| \| \| Indre Østfoldbanen \| \| \| \| \| Østfoldbanen nach Kornsjö \| \| |                      |                                    |                                    |
| Tunnelende |                      | Oslotunnel                         | Oslotunnel                         |
| Bahnhof |                      | Oslo Sentralstasjon                | Oslo Sentralstasjon                |
| Abzweig geradeaus und nach links |                      | Grønland, Hovedbanen/Gjøvikbanen   | Grønland, Hovedbanen/Gjøvikbanen   |
| Abzweig geradeaus und nach links |                      | Gamlebyen, Nebengleis nach Lodalen | Gamlebyen, Nebengleis nach Lodalen |
| Verschwenkung von rechts |                      | Østfoldbanen nach Ski              | Østfoldbanen nach Ski              |
| Tunnel |                      | Blixtunnel (19 500 m)              | Blixtunnel (19 500 m)              |
| Verschwenkung nach rechts |                      |                                    |                                    |
| Bahnhof |                      | Ski                                | Ski                                |
| Abzweig geradeaus und nach links |                      | Indre Østfoldbanen                 | Indre Østfoldbanen                 |
| |                      | Østfoldbanen nach Kornsjö          |                                    |

Die Follobane ist eine 22 km lange Schnellfahrstrecke südlich von Oslo in Norwegen.

## Geografische Lage
Die Follobane verläuft parallel zur Østfoldbane zwischen dem Hauptbahnhof von Oslo (Oslo Sentralstasjon) und dem Bahnhof von Ski. Dadurch ergibt sich eine viergleisige Verbindung von Oslo nach Süden. Nach der Ausfahrt aus dem Hauptbahnhof verläuft die Follobane in einem überdachten Einschnitt im Gelände unter dem Middelalderparken. Dem folgt übergangslos der Tunnel unter dem Gebirgszug Ekebergåsen. Beide Bauwerke zusammen bilden den Blixtunnel (Blixtunnelen), mit 19,5 km den längsten Eisenbahntunnel Skandinaviens. An dessen Südportal mündet die Strecke unmittelbar in den Bahnhof von Ski.

## Technische Parameter
Die Follobane ist eine zweigleisige elektrifizierte Hauptstrecke, die für eine Höchstgeschwindigkeit von 250 km/h ausgelegt ist. Zwischen den beiden Endpunkten gibt es keine weiteren Halte. Durch die Eröffnung der Follobane entstand eine viergleisige Verbindung von Oslo nach Süden, die Zahl der zur Verfügung stehenden Gleise in diesem Korridor hat sich verdoppelt und dessen Kapazität von 12 auf 40 Züge pro Stunde erhöht, auch weil die Fahrt über die Follobane die Reisezeit zwischen Oslo und Ski von 22 auf 11 Minuten halbiert.
Die Strecke besteht im Wesentlichen aus drei Elementen:
- der Einfädelung vor dem Osloer Hauptbahnhof. Diese weist eine besonders aufwändige Gleisgeometrie auf, die es ermöglicht, aus allen 19 Gleisen des Bahnhofs in die Follobane ein- und aus ihr herauszufahren.[4]
- dem Blixtunnel und
- der Einfädelung in den Nordkopf des Bahnhofs Ski. Dieser wurde dafür komplett umgebaut.[4]

Siehe auch: Sjursøytunnelen
Obwohl ein Beschluss besteht, das gesamte norwegische Schienennetz mit ETCS Level 2 auszurüsten, wurde der Tunnel zunächst mit der Zugbeeinflussung ATC ausgestattet. Die ETCS-Streckeneinrichtung für das Level 2 soll später nachgerüstet werden.

## Geschichte
Baubeginn war 2014. Am 11. Dezember 2022 wurde die Strecke – gegenüber der ursprünglichen Planung mit etwa zwei Jahren Verspätung – in Betrieb genommen und am Folgetag offiziell durch König Harald V. eingeweiht.
Zu Baubeginn wurden die Baukosten auf über 23,4 Mrd. Norwegische Kronen (NOK) geschätzt. 2020 war die neu berechnete Bausumme bereits auf 35 Mrd. NOK gestiegen. Bei Fertigstellung bezifferte Bane NOR, das zuständige Eisenbahninfrastrukturunternehmen, die Baukosten mit insgesamt 36,8 Mrd. NOK (3,5 Mrd. Euro).

## Betrieb
Die Strecke wurde für 250 km/h ausgelegt, im Planbetrieb jedoch zunächst nur mit 200 km/h befahren. Sie wird vom Fern- und Regionalverkehr genutzt, von reinen Pendelzügen jedoch nur zwischen Ski und Oslo. Tagsüber existieren Abfahrten alle 5 bis 15 Minuten. Zusätzlich befahren Nahverkehrszüge weiter die Østfoldbane und bedienen die dort gelegenen Unterwegshalte im 15-Minuten-Takt. Der Güterverkehr wird – je nach Streckenauslastung – über die alte Strecke oder die Follobane gelenkt.
Betriebsunterbrechung
Bereits eine Woche nach der Eröffnung wurde die Follobane wieder gesperrt, weil eine ganze Reihe von Zwischenfällen einen sicheren Betrieb nicht ermöglichten. Neben gravierenden baulichen Mängeln im Blixtunnel kam es zu einem Brand in einer Schaltstation im Bahnhof Ski. Die Anweisung zur Sperrung kam von Verkehrsminister Jon-Ivar Nygård, nachdem zwei Züge am 19. Dezember 2022 mehrere Stunden im Tunnel feststeckten, weil durch den Brand die Stromversorgung unterbrochen wurde. 554 Reisende waren weit über vier Stunden eingeschlossen.
Statens jernbanetilsyn (Eisenbahnaufsicht) hat dazu erste Ermittlungen aufgenommen, diese ergaben einen Kabelbrand. Ursache war eventuell, dass die Anlage in Bezug auf Rückstrom und Erdung zu schwach und falsch ausgelegt war. Im Untersuchungsbericht wurde festgehalten, dass es bei Bane NOR keine Kriterien dafür gibt, wann eine Betriebsstörung zu einem Notfall wird und dass die zuvor durchgeführten Risikobewertungen und Bereitschaftsanalysen nicht zu einer Bewertung  von Maßnahmen im Zusammenhang mit langfristigen Unterbrechungen im Tunnel führten. Ferner wurde festgestellt, dass das Notstromsystem der Züge die Notbeleuchtung bereits nach 45 Minuten abschalten kann, wodurch das Kommunikationssystem zwischen Lokführer und Fahrgästen sowie das Öffnen der Türen gestört werden kann.
Zunächst war angenommen worden, dass die Strecke innerhalb weniger Tage wieder in Betrieb genommen werden könne. Dieser Termin wurde mehrfach verschoben, zuletzt ein Wiedereröffnungstermin am 12. Februar 2023 abgesagt. Für Reisende wurde ein umfangreicher Ersatzfahrplan über die Østfoldbane mit drei zusätzlichen Zügen zur Hauptverkehrszeit, einer Busverbindung Mysen–Askim–Spydeberg–Oslo als Ergänzung sowie einer Maxitaxiverbindung zwischen Rakkestad und Mysen eingerichtet.
Wiederaufnahme des Betriebs
Bane NOR nahm den regulären Betrieb am 5. März 2023 wieder auf. Die Reparaturen umfassten zu diesem Zeitpunkt unter anderem das Verlegen von 2,4 km Kabeln und kosteten 5,5 Mio. Euro. Weitere Reparaturen, die auch temporäre Streckensperrungen beinhalten, werden noch folgen. Bane NOR hat das Wirtschaftsprüfungsunternehmen PricewaterhouseCoopers mit der Untersuchung der Planungs- und Baumängel beauftragt. PwC wird dies in Zusammenarbeit mit mehreren Subunternehmern wie der Holte Consulting AS durchführen. Die Untersuchungen begannen Mitte März und sollen Mitte Juni 2023 abgeschlossen sein.
Für weitere Nacharbeiten wie der Verbindung mit den letzten fünf Gleisen des Hauptbahnhofes war der Zugbetrieb vom 1. bis 6. Juli 2023 komplett eingestellt, Ersatz erfolgte mit Bussen. Vom 6. bis 30. Juli wurden die Züge über Østfoldbane geführt. Ab Dezember 2023 sollen verschiedene Züge nicht mehr in Oslo S enden, sondern Richtung Drammen durchgebunden werden.